# Мон-кхмерские языки
Мон-кхмерские языки — семья автохтонных языков Юго-Восточной Азии. По мнению большинства лингвистов, вместе с языками мунда образуют две основных ветви австроазиатской семьи. Тем не менее, данная классификация неоднократно оспаривалась: некоторые лингвисты либо сокращали количество мон-кхмерских языков (Diffloth 2005), либо включали языки мунда в состав мон-кхмерских (Peiros 1998). Никобарские языки, ранее часто включавшиеся в состав мон-кхмерских, сейчас рассматриваются как отдельная группа или даже семья, отстоящая достаточно далеко и от языков мунда, и от собственно мон-кхмерских.

## Состав
Существуют несколько вариантов классификации мон-кхмерских языков, в основном основанные на работах российско-австралийского лингвиста И. И. Пейроса и американского лингвиста Жерара Диффлота (Gérard Diffloth).

### Пейрос 2005
Данный вариант классификация И. И. Пейроса основан на лексикостатистических подсчётах и подробно изложен в его докторской диссертации
Мон-кхмерская семья включают основную массу аустроазиатских языков и делится на 10 групп, взаимосвязи между которыми уточняются.
- Группа кхаси (Индия) может состоять из 4 — 5 языков (диалектов). Наиболее известны собственно кхаси (300 000 человек) и вар (менее 4000 человек).
- Кхмерский язык (свыше 6 миллионов человек) распространён в Камбодже и в соседних районах Таиланда и Вьетнама. Диалектная раздробленность не велика.
- Монская группа включает монский язык, распадающийся на ряд диалектов нижней Бирмы и Таиланда. Число говорящих определить трудно, возможно свыше 350 тыс. чел. Ньякурское наречие представлено в провинциях Петчабун и Чаяпхум (Таиланд).
- Пеарская группа (Камбоджа и соседние районы Таиланда) включает такие языки как тьонг (чонг), самра́е (самрэ), пеа́рский (поа́р), со́уть (съоуть, саоч) и др. Её точный состав и число говорящих остаются невыясненными.
- Бахнарская группа состоит из ряда подгрупп:
  - южная подгруппа (Вьетнам и Камбоджа): сти́енг (свыше 30 тыс. человек), тьра́у (чрау; свыше 20 тыс. человек), мнонг (oколо 50 тыс. чел.), срэ (кэхэ, ма, около 80 тыс. человек);
  - языки бахна́рский (бахна́р, Вьетнам, около 90 тыс. человек), распадающийся на несколько диалектов, и тампуон (Камбоджа);
  - северная подгруппа (Вьетнам, отчасти в Камбодже и Лаосе), в состав которой входит около 15 языков (седа́нг, 40 000 человек, джех, около 10 000 человек, хала́нг, хрэ, тодра и др.);
  - язык куа (Вьетнам, около 15 000 человек);
  - язык ала́к (халак; Лаос);
  - западная (преимущественно Лаос): около 10 языков, в том числе ньяхын, бра́о, джру (ловен) и др.;
  - язык тарианг (Лаос) и несколько близких к нему диалектов.
- Катуйская группа (кату) (Вьетнам, Лаос и мигранты в Таиланд) делится на две подгруппы:
  - западная: 8—10 языков, включая бру (около 80 000 человек), куй-суой, со и др.
  - восточная: 10—15 языков, включая кату (около 50 000 человек[1]), пакох (менее 15 000 человек), таой, крианг и др.
- Вьетская группа (Вьетнам, Лаос) состоит из ряда подгрупп:
  - вьет-мыонгская подгруппа:
    - вьетнамский язык, государственный язык Вьетнама (свыше 60 миллионов человек),
    - язык мыонг, распадающийся на многочисленные диалекты (общее число говорящих — около 1 миллиона человек),
    - язык нгуон.

  - подгруппа тхо:
    - куой,
    - мон и др.

  - подгруппа малиенг:
    - малиенг,
    - маленг,
    - кхапхонг и др.;

  - подгруппа язык арем;
  - тьытьская подгруппа:
    - шать,
    - рук,
    - май;

  - подгруппа тхавынг
    - (со,
    - пхонсонг или ахеу);

  - подгруппа хунг:
    - понг,
    - тум,
    - данлай;

Точный состав и число говорящих на языках последних шести подгрупп остаются неизвестными.
- Кхмуйская группа (кхму) распадается на ряд небольших подгрупп, большая часть из которых требует дальнейшего изучения:
  - язык кхму (север Лаоса, Вьетнам, Таиланд, около 300 000 человек);
  - язык ксингмул (Вьетнам);
  - языки кабит или пусин и кханг (преимущественно Вьетнам);
  - язык млабри (мрабри, Лаос, Таиланд);
  - диалекты (языки) прай — мал или тхин (Лаос, Таиланд);
  - недавно обнаруженные языки иду и понг (Лаос, Вьетнам).

Возможно, что дальнейшие исследования позволят обнаружить дополнительные языки этой группы.
- В группу палаунг-ва (число говорящих определить невозможно) входят:
  - подгруппа ва: ва, лава, планг и др. близкородственные языки (Мьянма, Таиланд, Китай);
  - подгруппа ангку: ху, у и др. (Китай, Лаос);
  - подгруппа палаунг: деанг (палаунг), румай и др. (Мьянма, Китай);
  - язык ламет (Лаос);
  - язык рианг (Мьянма);
  - язык данау (БМьянма).
- Аслийская группа (Малайзия) образована тремя подгруппами:
  - северная подгруппа (языки негрито) с языками джехай (включая диалект мендрик), батек (включая диалект минтил), кенсиу (включая диалект кинтак), тонга (в Таиланде), нижнесемангский и че-вонг (си-вонг).
  - центральная (средне-аслийская, сенойская, сакайская) подгруппа с языками ланох, темиар (около 11 000 человек), семай (сакай, семнам, сабум, около 20 000 человек) и джахут (ях хут, около 4000 человек).
  - южная подгруппа (часть сеноев и протомалайцев) с языками семок-бери (около 1500 человек), семелай (включая диалект темок, около 2500 человек), бесиси (бисик).

### Диффлот 1974
последнюю классификацию Дифлота см. на английской странице.
Приведенная ниже классификация основывается на статье Ж. Диффлота в издании 1974 г. Encyclopedia Britannica.

### Восточные
- Бахнарские языки — Вьетнам, Камбоджа, Лаос
- Катуйские языки — центральный Лаос, северо-восточный Таиланд, центральный Вьетнам
- Кхмерские языки (или камбоджийские) — Камбоджа, северо-восток Таиланда (15 млн носителей)
- Пакохские языки (открыты недавно) — центральный Лаос, центральные нагорья Вьетнама [2]
- Пеарские языки — южная Камбоджа; некоторые лингвисты [3] подвергают сомнению близость родства пеарских языков с кхмерскими.
- Вьетские языки — Вьетнам, Лаос (от 76 до 83 млн носителей)

### Северные
- Языки кхаси — штат Мегхалая, Индия.
- Кхмуйские языки — северный Лаос
- Языки манг — Вьетнам, Китай
- Палаунгские языки — китайско-бирманская граница, северный Таиланд
- Языки палью — Китай
- Языки тъин — провинция Нань, северный Таиланд [4]

Языки манг, палью, куй и тъин были неизвестны при составлении данной классификации.

### Южные
- Аслийские языки — полуостров Малайзия, делятся на три подгруппы:
  - Джахайские языки
  - Сенойские языки
  - Семелайские языки
- Монские языки (Бирма) (1 млн носителей).

### Неклассифицированные
Эти языки не были известны при составлении вышеприведенной классификации
- Буганьский язык (Китай)
- Кемиехуа (Китай)
- Куаньхуа (Китай)

## Письменность
Кхмерский, монский и некоторые малые языки (в основном в Китае) имеют письменности на индийской основе (кхмерское, монское, лиек, дуота, тотхам, толек и др.).
Вьетнамский раньше пользовался модифицированной китайской письменностью, позднее перешёл на латиницу.
Для некоторых малых языков (катанг, таой, кату, бру, со, ва, палаунг и др.) также создана письменность на латинской основе.